# Großes Knorpelkraut
Das Große Knorpelkraut (Polycnemum majus) ist eine Pflanzenart in der Familie der Fuchsschwanzgewächse (Amaranthaceae). Sie ist in Europa und Westasien verbreitet.

## Beschreibung

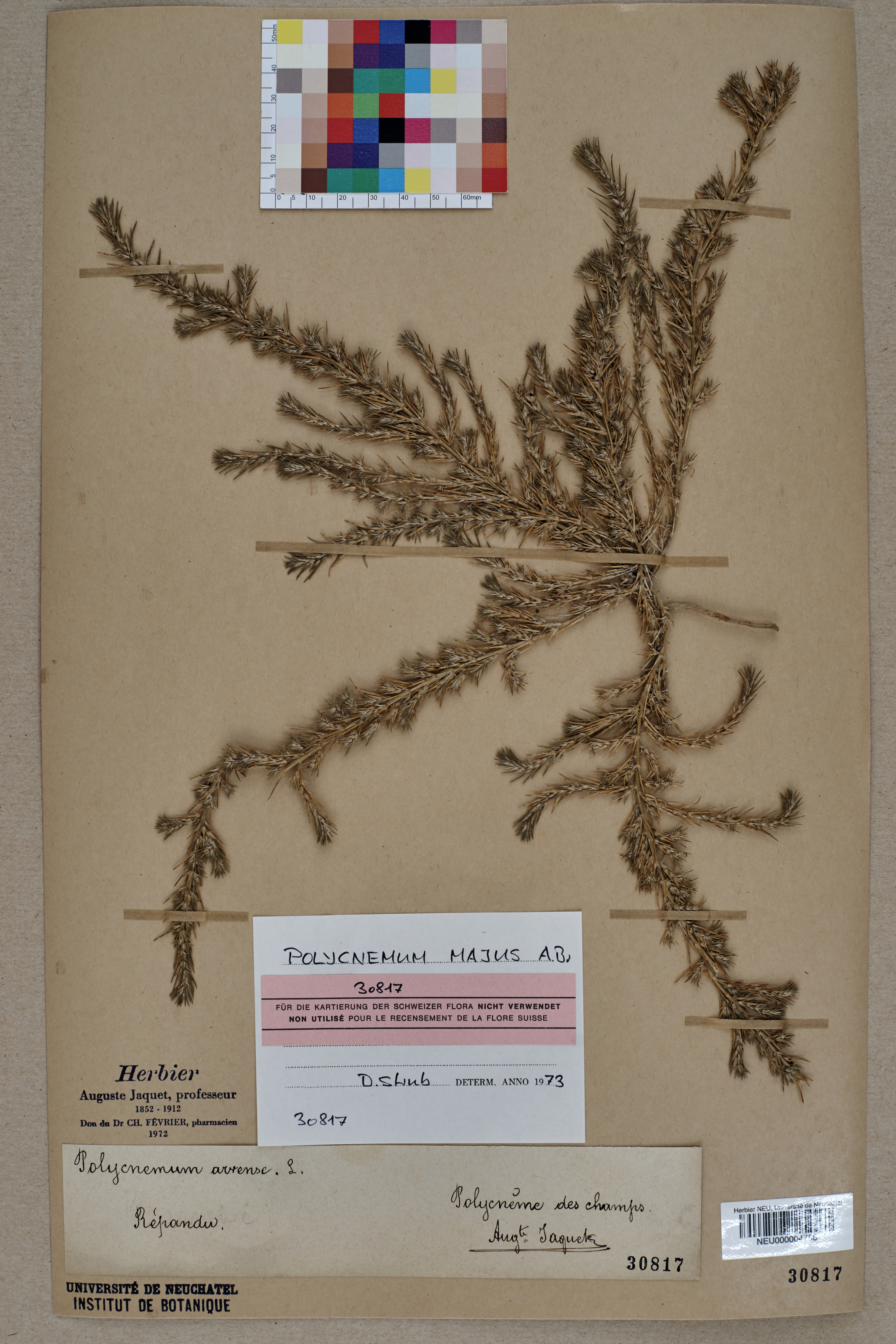
Großes Knorpelkraut, Herbarexemplar

Das Große Knorpelkraut wächst als einjährige krautige Pflanze und erreicht Wuchshöhen von 10 bis 25 cm. Die Wurzeln reichen bis in eine Tiefe von 75 cm. Es ist von der Basis an verzweigt mit dicklichen, steifen Ästen. Die büschelig gehäuften Laubblätter sind bei einer Länge von 10 bis 20 mm pfriemlich nadelförmig und stachelspitzig. Sie sind am Rücken abgerundet.
Die Blüten sitzen einzeln in der Achsel eines Tragblattes, welches deutlich länger als die Blüten ist. Die beiden seitlichen, trockenhäutigen Vorblätter sind eineinhalb- bis zweimal so lang wie die Blüten. Die unauffälligen Blüten sind zwittrig. Die Blütenhülle besteht aus fünf trockenhäutigen Tepalen, die 2 bis 2,5 mm lang sind. Die Blütezeit reicht von Juli bis September.
Die Frucht bleibt von der Blütenhülle umschlossen. Der schwarze und deutlich gekörnte Same weist einen Durchmesser von etwa 1,5 bis 2 mm auf. Der ringförmige Embryo umgibt das Nährgewebe.

### Photosyntheseweg
Wie alle Polycnemum-Arten ist das Große Knorpelkraut eine C3-Pflanze.

## Vorkommen und Gefährdung
Das Große Knorpelkraut ist in Europa und Westasien verbreitet Als Neophyt kommt es zudem im Nordosten der USA und im südöstlichen Kanada vor.
Es wächst in Getreidefeldern, auf Schuttplätzen, in Brachland oder in lückigen Trockenrasen. In Deutschland gilt es als wärmeliebende Art der Caucalidion- oder Sisymbrion-Pflanzengemeinschaften.
Das Große Knorpelkraut ist in Deutschland selten und gilt als stark gefährdet (Rote Liste gefährdeter Arten 2).

## Taxonomie
Die Erstveröffentlichung von Polycnemum majus erfolgte 1841 durch Alexander Carl Heinrich Braun in Flora, 24 (10), S. 151.
Synonyme von Polycnemum majus A.Braun sind Polycnemum arvense subsp. majus (A. Braun) Briq. und Polycnemum majus subsp. mediterraneum (Beck) E. Wulff.